# Nisko (Poméranie)
Pour les articles homonymes, voir Nisko (homonymie).
Nisko est une localité polonaise de la gmina rurale de Nowa Wieś Lęborska située dans le powiat de Lębork en voïvodie de Poméranie. Elle se trouve à environ 52 km à l'ouest de la capitale régionale Gdańsk.

## Géographie

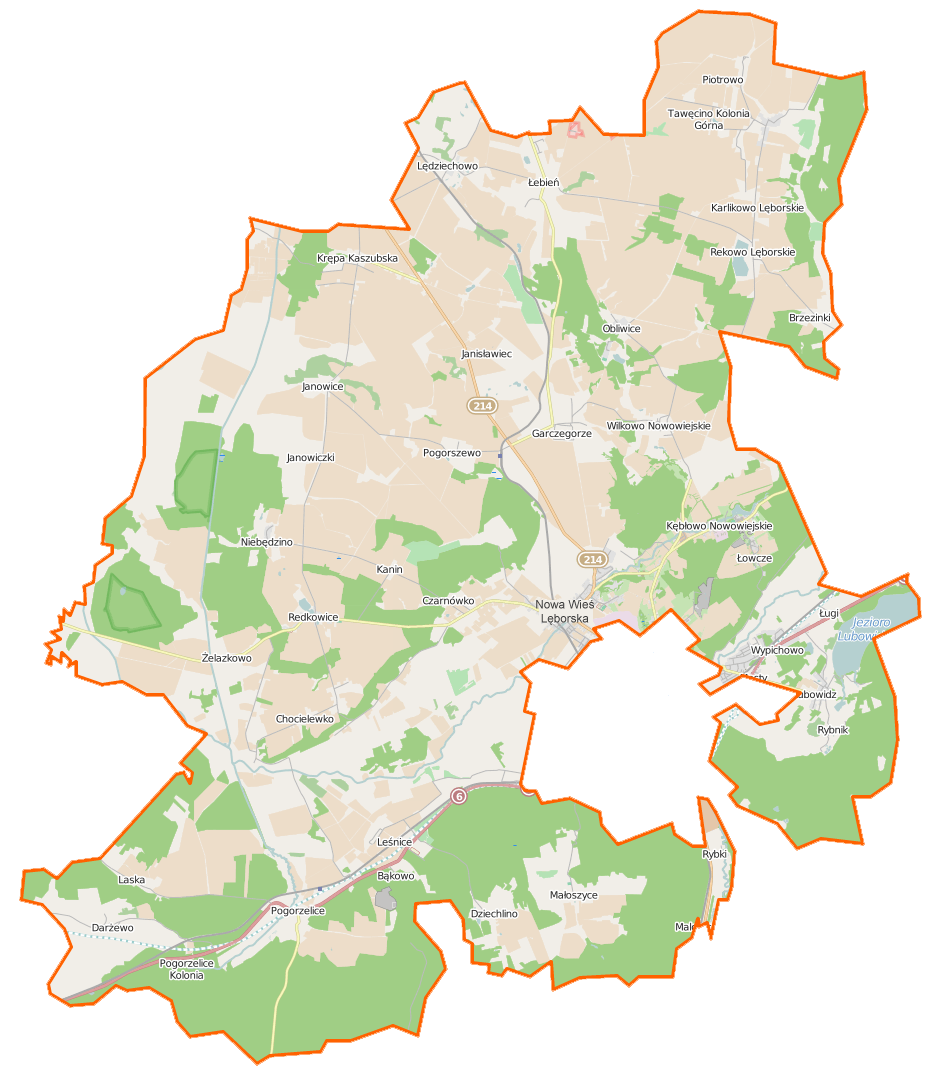
Carte de la gmina de Nowa Wieś Lęborska.